# (5000) IAU
(5000) IAU (рус. МАС) — типичный астероид главного пояса, открыт 23 августа 1987 года американским астрономом Элеанор Хелин в Паломарской обсерватории и 21 ноября 1991 года назван в честь Международного астрономического союза.

## Обнаружение и именование
(5000) IAU
Открыт 23 августа 1987 на горе Паломар Э. Ф. Хелин.
Назван в честь Международного астрономического союза, созданного в 1919 году как международная ассоциация профессиональных астрономов. Большая часть его деятельности сосредоточена примерно в 40 комиссиях, каждая из которых посвящена какой-либо определённой области астрономических или астрофизических исследований. На конкурсе, проведенном в июле 1991 года среди членов Комиссии 20 «Положения и движения малых планет, комет и спутников», по выбору названия для пятитысячной малой планеты, которой будет присвоен постоянный номер, название «IAU» («МАС») получило наибольшее количество голосов, включая голос первооткрывателя.
Оригинальный текст (англ.)5000 IAU
Discovered 1987-08-23 by Helin, E. F. at Palomar.
Named in honor of the International Astronomical Union, established in 1919 as the international association of professional astronomers. Most of its activity is concentrated in some 40 commissions, each devoted to some particular area of astronomical or astrophysical research. At a competition held in July 1991 among members of Commission 20, «Positions and Motions of Minor Planets, Comets and Satellites", for the selection of a name for the five-thousandth minor planet to be given a permanent number the name «IAU" received the largest number of votes, including that of the discoverer.
Источники: DISCOVERY.DB; M.P.C. 19342.

## Орбита

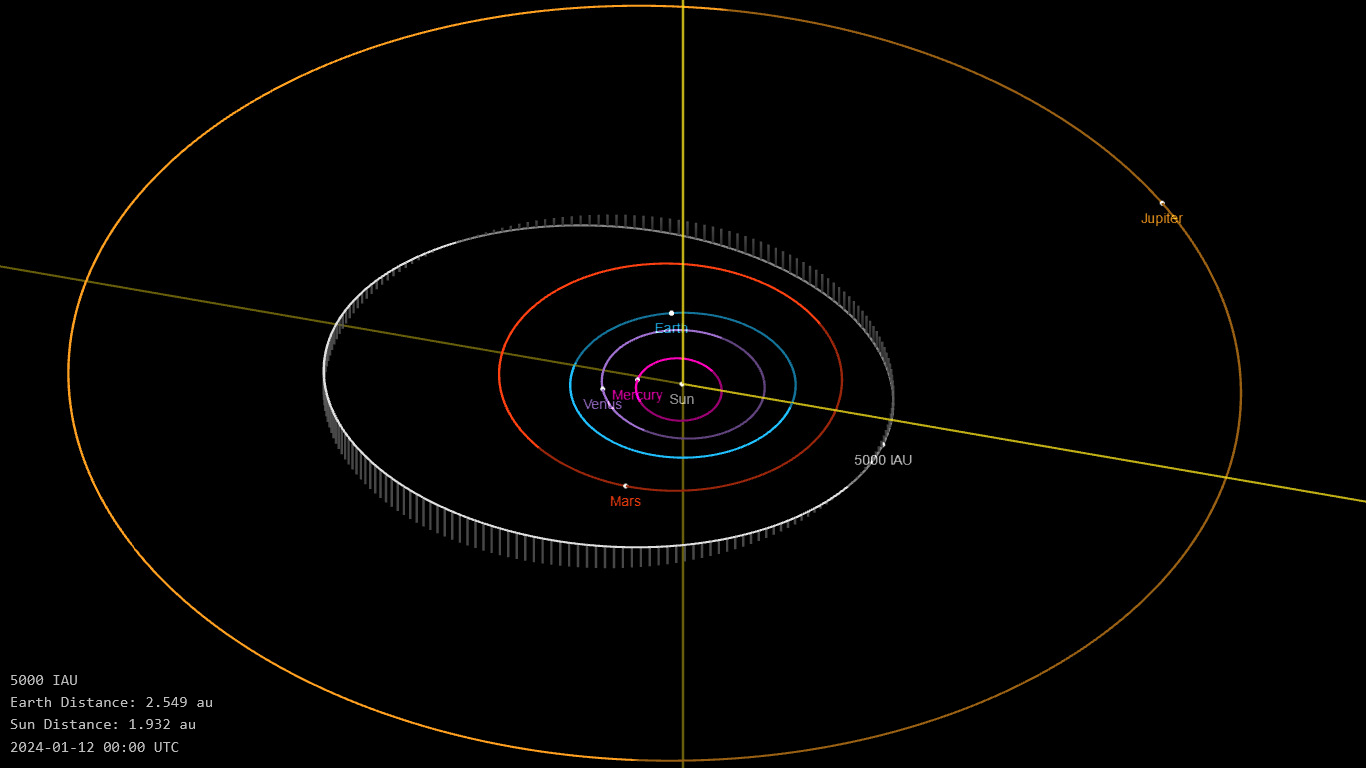
Орбита астероида IAU и его положение в Солнечной системе

## Физические характеристики
Из наблюдений телескопа VISTA следует, что астероид относится к таксономическому классу U.
По результатам наблюдений в видимом и ближнем инфракрасном диапазоне космического телескопа NEOWISE диаметр астероида оценивался равным 4,242±0,917 км. Согласно тем же источникам альбедо оценивается как 0,2051±0,1105 и 0,205±0,111.